# Calosoma retusum
Calosoma retusum es una especie de escarabajo del género Calosoma, familia Carabidae. Fue descrita científicamente por Fabricius en 1775.
Esta especie se encuentra en Argentina, Uruguay y Brasil.
Alcanza alrededor de 25 a 32 milímetros (0,98 a 1,26 pulgadas) de largo. Esta especie suele tener una coloración verde metálico brillante o verde bronce, a veces con reflejos azulados. Los bordes del pronoto son redondeados y elevados. Los élitros son estriados. Estos escarabajos son consumidores voraces de orugas, por lo que son considerados insectos benéficos para la agricultura.